# Stefan Politze

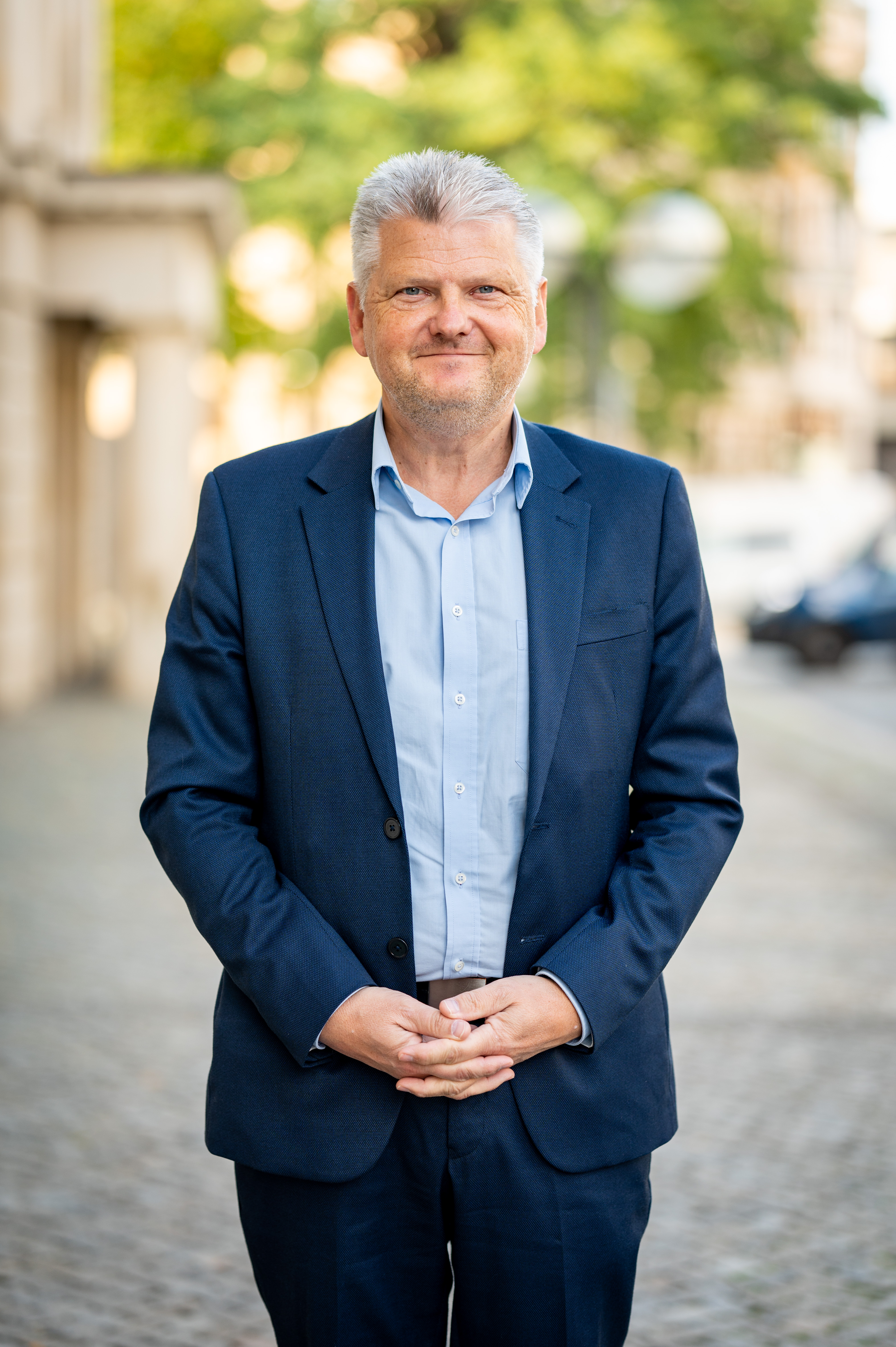
Stefan Politze vor dem Niedersächsischen Landtag (2022)

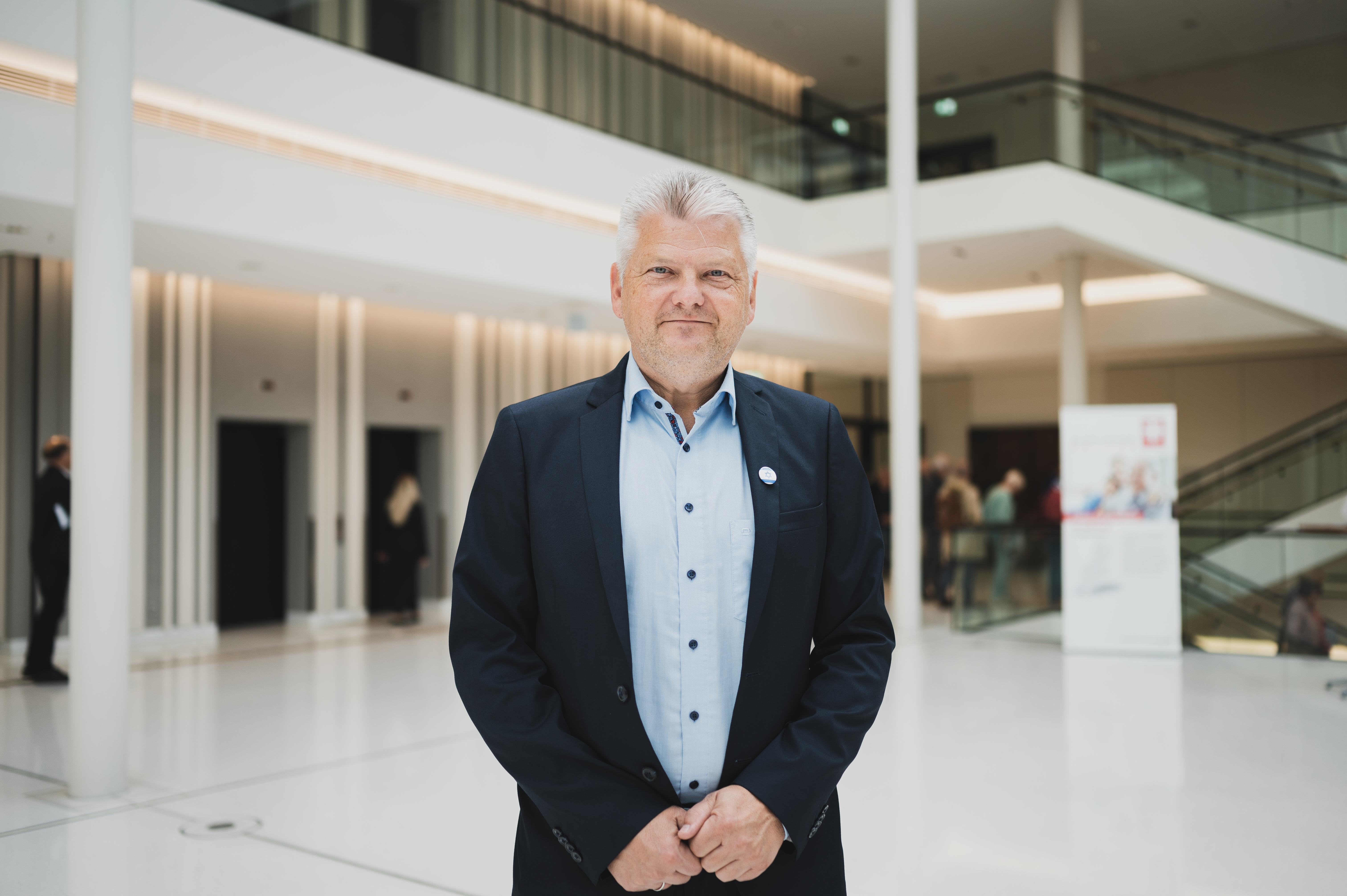
Stefan Politze in der Portikushalle des Niedersächsischen Landtags (2023)

Stefan Politze (* 4. Juni 1965 in Hannover) ist ein deutscher Politiker (SPD). Er ist seit 2008 Abgeordneter des Niedersächsischen Landtags. Seit 2025 ist er Vorsitzender der SPD-Landtagsfraktion.

## Leben
Politze besuchte nach der Grundschule die IGS Linden und schloss diese mit der allgemeinen Hochschulreife ab. Nach Ableistung des Grundwehrdienstes machte er eine Ausbildung zum Rechtsanwalts- und Notarfachangestellten. Danach war er als Bürovorsteher tätig und studierte während dieser Zeit an der Universität Hannover Rechtswissenschaften. Ab dem Jahr 2003 bis zu seinem Einzug in den Landtag 2008 war er bei den Stadtwerken Hannover tätig, zunächst im Forderungsmanagement, danach als Hauptabteilungsreferent. Seit 2005 war er zudem Jugendschöffe in der Kammer für Jugendstrafsachen des Landgerichts Hannover.
Politze ist Mitglied von Ver.di, der AWO, des SoVD, der Parlamentarischen Vereinigung Niedersachsen und des Jugendherbergswerks. Außerdem gehört er mehreren örtlichen Organisationen in Hannover-Badenstedt und -Südstadt an. Er ist evangelisch-lutherischer Konfession, verheiratet und hat fünf Kinder.
Seit dem 1. Oktober 2022 ist Stefan Politze außerdem ehrenamtlicher Ortsbeauftragter des Johanniter Ortsverband Hannover-Wasserturm. Er folgte damit auf Rita Girschikofsky.

## Politik
Politze ist seit dem Jahr 1981 Mitglied der SPD und war bis zum März 2022 deren Schatzmeister im SPD-Stadtverband Hannover-Stadt. Außerdem ist er Vorsitzender des SPD-Ortsvereins Hannover-West. Von 1986 bis 2001 war er Ratsherr des Stadtbezirks Hannover Ahlem-Badenstedt-Davenstedt und von 2001 bis 2011 war er Ratsherr der Landeshauptstadt Hannover.
Seit 2008 gehört Stefan Politze dem Niedersächsischen Landtag an. Er errang stets das Direktmandat im Wahlkreis Hannover-Ricklingen. Er war von 2017 bis 2025 stellvertretender Fraktionsvorsitzender der SPD-Landtagsfraktion. Am 19. Mai 2025 wurde er zum Vorsitzenden der SPD-Fraktion gewählt.